# Полицейский бунт в Нью-Йорке
Полицейский бунт в Нью-Йорке — конфликт, который произошёл между расформированной муниципальной полицией и образованной новой столичной полицией штата Нью-Йорк 16 июня 1857 года. Беспорядки начались после назначения мэром Нью-Йорка Фернандо Вудом на должность комиссара по улицам Чарльза Девлина, который, по слухам, заплатил за назначение 50 тыс. долларов.

## Предыстория
В 1855 году мэром Нью-Йорка становится Фернандо Вуд. Во время его правления полиция Нью-Йорка становится коррумпированной и не организованной, поэтому законодательный орган штата решил вмешаться и расформировал муниципальную полицию весной 1857 года. Вместо муниципальной полиции был образован новый орган «столичный полицейский округ» под руководством губернатора штата, в который вошли Манхэттен, Бруклин, Стейтен-Айленд и другие территории современного Нью-Йорка. Губернатор был уполномочен назначить пять комиссаров, которые должны были выбрать суперинтенданта полиции. Первыми комиссарами стали: Симон Дрейпер, Джеймс Бауэн, Джеймс Най, Джейкоб Чолвелл, Джеймс Странахан. Первым суперинтендантом был выбран Фредерик Талмадж, который прославился во время бунта в Астор-Плейс в 1849 году, а также считался идейным борцом с коррупцией.
Суперинтендант, Фредерик Талмадж, приказал мэру Нью-Йорка, Фернандо Вуду, распустить муниципальную полицию и передать её имущество столичной полиции. Однако Вуд отказался это выполнить и попросил муниципальную полицию поддержать его, поэтому этот вопрос был выставлен на голосование. 15 капитанов полиции и 800 полицейских, во главе с суперинтендантом муниципальной полиции Джорджем Мацеллом, отказались подчиняться новой структуре столичной полиции округа. Остальные полицейские присягнули новой организации, которая открыла свой штаб на Уайт-стрит.

## События
В июне 1857 года умер комиссар по улицам Джозеф Тейлор. После его смерти мэр Нью-Йорка Фернандо Вуд и губернатор штата Джон Алсоп Кинг хотели назначить на этот пост каждый своего комиссара. В соответствии с законом штата губернатор на эту должность назначил Дэниела Коновера, а мэр незаконно назначил Чарльза Девлина, который по слухам заплатил за должность 50 тыс. долларов. 16 июня 1857 года Коновер направился к зданию городского управления Нью-Йорка, чтобы занять должность комиссара по улицам. Когда Коновер зашёл в здание управления, чтобы занять свой кабинет, мэр приказал муниципальным полицейским вывести его из здания. В ответ на это Коновер выписал два ордера на арест мэра Фернандо Вуда (один за подстрекательство к бунту, а другой за насилие против личности).
Один ордер на арест был отдан капитану столичной полиции Джорджу Уоллингу, который в одиночку отправился в городское управление и смог зайти в кабинет мэра. Однако мэр отказался подчиняться требованию и Уоллинг попытался силой арестовать его. В здании управления находилось 300 муниципальных полицейских на случай возникновения различных ситуаций и Уоллинга вывели на улицу. Он несколько раз пытался вернуться в здание, но его не пустили. Джордж Уоллинг спорил с капитаном муниципальной полиции Авраамом Акерманом на улице, когда к зданию городского управления прибыли капитан столичной полиции Якоб Себринг и следователь Перри с отрядом полицейских (50 человек), чтобы исполнить второй ордер на арест.
Из здания городского управления выбежали муниципальные полицейские. На ступеньках управления, а затем и в коридорах началась битва между полицейскими, которая продолжалась в течение получаса и закончилась поражением столичной полиции. Во время битвы было ранено 52 человека, а патрульный Крофут из 17 полицейского участка был настолько жестоко избит, что остался инвалидом. Раненые столичные полицейские были доставлены в кабинет секретаря Джеймса Смита, где им оказали первую медицинскую помощь, а мэр и муниципальные полицейские праздновали победу.
Во время боя Дэниел Коновер вызвал шерифа Джейкоба Вестфельда, чтобы тот объяснил мэру, что он обязан подчиниться законным требованиям полицейских. Шериф Вестфельд отправился в здание городского управления, но мэр Фернандо Вуд отказался подчиняться ордеру на арест. В это время по Бродвею шел 7-й полк национальной гвардии во главе с генералом Чарльзом Сендфордом, который направлялся в порт, чтобы отправиться в Бостон. Руководство столичной полиции остановило полк и призвало их помочь арестовать мэра. Сендфорд согласился и отдал солдатам приказ окружить городское управление. Генерал Чарльз Сендфорд зашел в здание и арестовал мэра.

## Последствия
Через час после ареста Фернандо Вуд был выпущен под залог, его дело так и не было передано в суд. Позже суд постановил, что губернатор не имеет права вмешиваться в назначение мэром городских чиновников. Через несколько месяцев после полицейских беспорядков Крофут, полицейский который остался инвалидом, подал иск против мэра и по решению суда должен был получить 250 долларов. Но мэр проигнорировал решение суда и не выплатил штраф, который позже был погашен из городской казны.
Противостояние между муниципальной и столичной полицией продолжалось в течение всего лета. Обе полицейские структуры мешали друг другу работать. Муниципальные полицейские вмешивались в аресты столичных полицейских, забирая преступников себе, но когда доставляли их в участок отпускали под подписку о невыезде. В итоге это противостояние стало одной из причин «бунта мёртвых кроликов» (масштабной схватки между нью-йоркскими преступными группировками) в июле 1857 года. В начале осени Апелляционный суд подтвердил законность решения губернатора об образовании столичной полиции и мэр вынужден был расформировать муниципальную полицию.